# Vicari
Vicari è un comune italiano di 2 373 abitanti della città metropolitana di Palermo in Sicilia.

## Storia
L'origine di Vicari si fa risalire tra il VII ed il IX secolo, durante la dominazione bizantina. Tommaso Fazello attribuisce la fondazione della città e del castello a Chiaramonte III o a Chiaramonte II. Non è da escludere che la stessa area sia stata antropizzata molti secoli prima: lo dimostrano alcuni reperti che sono stati trovati durante gli scavi eseguiti all'interno del castello. Dopo i Chiaramonte la città fu venduta ai Valguarnera, che nel 1408 la vendette a Gilberto Talamanca, che due anni dopo la alienò a Federico Ventimiglia. E poi ancora fu posseduta dagli Alliata, Squillaci. Con i primi dell'800, si conclude la dinastia dei Bosco–Bonanno, che per quasi due secoli avevano retto l'abitato di Vicari elevandolo a Contea.

## Società

### Evoluzione demografica
Abitanti censiti

## Monumenti d'interesse

### Architetture religiose
- Duomo di San Giorgio Martire.
- Chiesa di Santa Maria e monastero.
- Cuba di Ciprigna.
- Chiesa San Marco.
- Chiesa del Collegio – San Vito.

### Architetture militari
- Castello.

## Media

### Radio
Emittenti non più attive:
- Radio Cartastampata 101
- Radio Centrale Idea Italia Network
- Radio Idea
- Radio Life
- Radio Studio Vicari

## Amministrazione
Di seguito è presentata una tabella relativa alle amministrazioni che si sono succedute in questo comune.
| Periodo          | Periodo          | Primo cittadino    | Partito                            | Carica              | Note  |
| ---------------- | ---------------- | ------------------ | ---------------------------------- | ------------------- | ----- |
| 28 maggio 1985   | 26 maggio 1990   | Antonio Genco      | Democrazia Cristiana               | Sindaco             | [ 5 ] |
| 26 maggio 1990   | 20 novembre 1991 | Antonino Dina      | Democrazia Cristiana               | Sindaco             | [ 5 ] |
| 15 gennaio 1992  | 26 ottobre 1992  | Antonino La Monica | Democrazia Cristiana               | Sindaco             | [ 5 ] |
| 15 dicembre 1992 | 22 novembre 1993 | Italo Runfola      |                                    | Comm. straordinario | [ 5 ] |
| 22 novembre 1993 | 1º dicembre 1997 | Gaetano Calato     | lista civica                       | Sindaco             | [ 5 ] |
| 1º dicembre 1997 | 28 maggio 2002   | Filippo La Spisa   | Partito Democratico della Sinistra | Sindaco             | [ 5 ] |
| 28 maggio 2002   | 25 ottobre 2005  | Biagio Todaro      | lista civica                       | Sindaco             | [ 5 ] |
| 25 ottobre 2005  | 17 giugno 2008   | Mario Di Vito      |                                    | Comm. straordinario | [ 5 ] |
| 25 ottobre 2005  | 17 giugno 2008   | Maria Guglielmino  |                                    | Comm. straordinario | [ 5 ] |
| 25 ottobre 2005  | 17 giugno 2008   | Enzo Floridia      |                                    | Comm. straordinario | [ 5 ] |
| 17 giugno 2008   | 11 giugno 2013   | Gaetano Calato     | lista civica                       | Sindaco             | [ 5 ] |
| 11 giugno 2013   | in carica        | Gaetano Calato     | lista civica                       | Sindaco             | [ 5 ] |